# Bertrand Pinac
Bertrand Pinac est un homme politique français né le 11 décembre 1759 à Pouzac (Hautes-Pyrénées) et décédé le 9 septembre 1836 à Bagnères-de-Bigorre (Hautes-Pyrénées).

## Biographie
Médecin à Bagnères-de-Bigorre, il devient procureur-syndic du district, président de l'administration municipale puis président du  canton. Conseiller d'arrondissement, il est députés des Hautes-Pyrénées en 1815, pendant les Cent-Jours.